# Бир-Драгер
«Бир-Драгер», «Бир-Драгерс», «Бир-Драгарс» или «Дебир-Драгер» (от нидерл. bierdrager, нем. bierträger — разносчик пива) — буер, а затем парусный бомбардирский корабль Балтийского флота Русского царства, находившийся в составе флота с 1703 по 1710 год, один из серии буеров типа «Гельд-Сак», участник Северной войны 1700—1721 годов, в том числе обороны Котлина и первого крейсерского плавания к Красной Горке.

## Описание корабля
Первоначально парусный буер с деревянным корпусом, один из четырёх буеров типа «Гельд-Сак». Длина судна составляла 24,4 метра, ширина — 7,3 метра, а осадка — 2,7 метра. Экипаж судна состоял из 15 человек. Первоначально в качестве артиллерийского вооружения на буере была установлена одна 8-фунтовая пушка, однако после переоборудования судна в бомбардирский корабль на него были установлены 3 трёхпудовые мортиры.
На парусное вооружение буера было потрачено: 621 аршин канифаса, 60 аршин любского полотна и 458 аршин олонецкого полотна. Из канифаса изготавливались гафель-сеил, фок-сеил, клифок большой и блинда-сеил, из любского полотна — бизань-сеил, а из олонецкого полотна на топ-сеил, брифок и клифок малый. Также 35 аршин серого толстого полотна было потрачено на брезенты. На «Бир-Драгере» были установлены два якоря: один 16-пудовый, а второй весом 15 пудов и 30 фунтов. Также на буер после постройки была выдана оловянная посуда.
Как и большинство вспомогательных судов своего времени буер имел ярко выраженное иностранное происхождение и был назван в соответствии со своим функциональным назначением. Первоначально судно предназначалось для перевозки большого количества пива, входившего в рацион личного состава армии и флота, а «Бир-Драгер» — это транслитерация на русский немецкого (нем. bierträger) или голландского (нидерл. bierdrager) выражения, буквально означавших «разносчик пива», «носитель пива», «пивоносец» или «перевозчик пива». При переоборудовании судна в бомбардирский корабль его первоначальное наименование было сохранено. Был одним из двух парусных судов в истории Российского императорского флота, носившим такое наименование. Также в составе Балтийского флота нёс службу одноимённый шмак 1726 года постройки.

## История службы
Буер «Бир-Драгер» был заложен на Олонецкой верфи 24 марта (4 апреля) 1703 года и после спуска на воду 22 августа (2 сентября) 1703 года вошёл в состав Балтийского флота России. Строительство вёл кораблестроитель Вилим Шленграф. В том же году перешёл с верфи в Санкт-Петербург.
Принимал участие в Северной войне в качестве транспортного судна. В кампанию 1704 года, находясь у Санкт-Петербурга и Котлина, использовался для перевозки грузов в приморские крепости и на верфи.
В 1705 году по распоряжению вице-адмирала Корнелиуса Крюйса совместно с буером «Вейн-Драгер» был переоборудован в одноимённый бомбардирский корабль с установкой трёх трёхпудовых мортир. После переоборудования продолжил участие в Северной войне.
Летом 1705 года корабль перешёл из Санкт-Петербурга к острову Котлин, где вошёл в состав эскадры кораблей Балтийского флота под общим командованием вице-адмирала Корнелиуса Крюйса, а в октябре того же года вернулся на зимовку в Санкт-Петербург.
В кампании с 1706 по 1709 год ежегодно нёс службу в составе эскадры вице-адмирала Корнелиуса Крюйса, с мая по октябрь выходившей к Котлину для его защиты, а на зимовку возвращался в Санкт-Петербург. В 1707 году указанная эскадра в составе флота под общим командованием адмирала Ф. М. Апраксина также совершила первое крейсерское плавание к Красной Горке. В списке «судов царского флота», находившегося в мае 1708 года на якорях в тридцати верстах от Санкт-Петербурга между островом Ричарда и Кроншлотом под общим командованием генерал-адмирала Ф. М. Апраксина и вице-адмирала К. И. Крюйса, составленном английским дипломатом Чарльзом Уитвортом, фигурирует в качестве одного из двух бомбардирских кораблей, входивхих в состав эскадры. Вторым бомбардирским кораблём был «Вейн-Драгер».
По окончании службы после 1710 года бомбардирский корабль «Бир-Драгер» был разобран в Санкт-Петербурге.

## Командиры корабля
Командирами буера, а затем бомбардирского корабля «Бир-Драгер» в составе российского флота в разное время служили:
- сержант лейб-гвардии Преображенского полка М. И. Щепотьев (1703 год)[1][13];
- А. Ваккар[комм. 7][20];
- поручик Л. Корнилисен (1705—1707 годы)[8][21][22].